# Variante kappa del SARS-CoV-2
La variante Kappa es una variante del SARS-CoV-2, el virus que causa la enfemedad de COVID-19. Es uno de los tres sublinajes del linaje Pango B.1.617, que también incluye a la variante delta. La variante Kappa también se conoce como linaje B.1.617.1 y se detectó por primera vez en la India en diciembre de 2020. El 1 de abril de 2021, el Instituto de Salud de Inglaterra la designó Variante en investigación.

## Historia
La variante fue detectada por primera vez a finales del 2020. Para el 11 de mayo de 2021, la Actualización Epidemiológica Semanal de la OMS había informado de 34 países con detecciones de la subvariante, sin embargo, para el 25 de mayo de 2021, el número de países había aumentado a 41. Hasta el 19 de mayo de 2021, el Reino Unido había detectado un total de 418 casos confirmados de la variante Kappa del SARS-CoV-2. El 6 de junio de 2021, un grupo de 60 casos identificados en la ciudad australiana de Melbourne se relacionaron con la variante Kappa.
Así mismo, con base a un informe técnico del Instituto de Salud de Inglaterra emitido del 22 de abril de 2021, se informó que se habían identificado 119 casos de la subvariante en Inglaterra con una concentración de casos en el área de Londres y las regiones del noroeste y este de Inglaterra. De los 119 casos, 94 tenían un vínculo establecido con los viajes, 22 casos aún estaban bajo investigación, pero los 3 casos restantes se identificaron como que no tenían ningún vínculo conocido con los viajes.
El 2 de junio, The Guardian informó que al menos 1 de cada 10 de los casos del brote en la ciudad de Victoria en Australia se debieron al contacto con extraños, y que la transmisión comunitaria estaba relacionada con grupos de la variante Kappa. Sin embargo, el experto en enfermedades infecciosas, el profesor Greg Dore, dijo que la variante Kappa se comportaba "igual que hemos visto antes" en relación con otras variantes en Australia. Hasta el 13 de septiembre de 2021, se han confirmado 6,476 casos de Kappa en 58 países.